# 戰神：斯巴達的亡魂
《戰神：斯巴達的亡魂》是由Ready at Dawn开发的一款适用PlayStation Portable平台的动作冒险游戏。屬於《戰神》系列外傳作品，由索尼電腦娛樂發行於PlayStation Portable上，分別在2010年11月2日於北美、2010年11月3日於歐洲、2010年11月2日於亞洲發行繁體中文版。新力電腦娛樂於2011年9月13日推出重製《战神：斯巴达之魂》與《戰神：奧林帕斯之鏈》的《戰神：起源典藏版》，並針對PS3硬體加以強化移植，解析度提升為720p，也支援PS3獎盃系統。按情节来看是《战神》系列第四作。

## 概要
《戰神：斯巴達的亡魂》遊戲發生于初代《戰神》劇情之後，故事敘述戰神克雷多斯為了擺脫揮之不去的夢魘，向眾神證明自己的價值，玩家必須扮演克雷多斯，面對自我黑暗的過去。將在遊戲中揭開不為人知的回憶，瞭解主角與弟弟「得摩斯」間的恩怨情仇，還有隱藏在紅色刺青背後的意義。

## 遊戲玩法
本作中克雷多斯新增了一个特殊的能力席拉禍害，为他的剑刃注入火焰，类似于前作中的泰坦之怒技能，提供更强的攻击伤害，足以穿透敌人的盔甲。这种能力会自动补充自身的怒氣槽，允许进一步使用。此外在游戏的后期，克雷多斯在斯巴達城邦获得了一件新的武器：斯巴达武裝，可以讓克雷多斯同時手持長矛與盾牌，像斯巴達戰士一樣攻擊敵人，类似于續作《戰神：諸神黃昏》的德羅普尼爾长矛。席拉禍害和斯巴达武裝都需要在游戏的某些阶段获得；并且用于推进故事剧情和机关解谜(例如，某些隱藏的大門需要使用席拉禍害的能力才能打开)。

## 發行版本
- 2011年9月13日推出重製《战神：斯巴达之魂》與《戰神：奧林帕斯之鏈》的《戰神：起源典藏版》，並針對PS3硬體加以強化移植，解析度提升為720p，也支援PS3獎盃系統。
- 2012年8月28日SCEA推出合集《战神：历代记》，包括了《戰神：起源典藏版》与《战神》《战神2》《战神3》。

## 評價
| 汇总媒体     | 得分   |
| ------------ | ------ |
| GameRankings | 87.89% |
| Metacritic   | 87/100 |

| 媒体            | 得分   |
| --------------- | ------ |
| 1UP.com         | A-     |
| Eurogamer       | 7/10   |
| Game Informer   | 9.50   |
| GameTrailers    | 9.4/10 |
| IGN             | 9.5    |
| PlayStation杂志 | 10/10  |

《战神：斯巴达之魂》因其图像和故事而备受称赞。该游戏在2010年的E3中获得了“最佳掌机游戏”、“最佳PSP游戏”、“最佳PSP游戏表现”等多个奖项，并在2010年的尖端游戏奖中获得“最佳掌机游戏”的奖项。
1UP（将其评为A级）称“这是比其它高品质游戏更有灵魂的故事”。